# 格洛丽亚·马卡帕加尔-阿罗约
玛丽亚·格洛丽亚·马卡帕加尔-阿罗约（1947年4月5日—），菲律賓政治家。現任菲律賓眾議院議員。曾任菲律宾总统、眾議院議長。
她是菲律賓第二位女总统，也是前总统奥斯达多·马卡帕加尔的女儿。她曾就读于美國华盛顿特区乔治城大学，有金融学学士、经济学硕士和博士学位。她与美国前总统比尔·克林顿是同班同学。雖然她並非華裔，但她與菲律宾華人關係密切，而她丈夫霍塞‧艾羅育的祖先“孫大”為中國福建華僑。

## 生平

### 早年
阿羅約出身於一個政治世家，其中父親正是前总统奥斯达多·马卡帕加尔，是在阿羅約14歲時開始出任總統。後來遠赴美國就讀喬治敦大學，與克林顿是同班同学；畢業後回國，與任職律師的丈夫何塞·米格尔·阿罗约結婚，育有三名子女。她家族的祖先是西班牙人來臨時湯都王國最後一個王拉坎杜拉。
阿羅約早年都是在大學任職講師，包括了菲律賓大學和馬尼拉大學。

### 從政
阿羅約在1987年開始踏足政壇。當時的總統柯拉蓉委任了阿羅約加入政府，出任工業貿易部部長，主責對外貿易發展。其後柯拉蓉卸任，阿羅約於1992年參選國會選舉，成為參議員。
1998年在前總統羅慕斯的游說下，阿羅約決定在該年總統選舉中參選副總統，並順利當選。該年6月30日正式宣誓就任。

## 總統

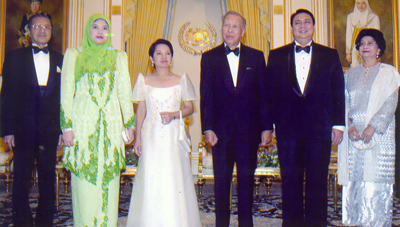
2001年8月7日阿罗约夫妇在马来西亚国家皇宫会见马来西亚首相马哈迪·莫哈末（左一），左二为马来西亚最高元首后端姑西蒂艾莎，右三为马来西亚最高元首苏丹沙拉胡汀·阿都阿茲沙，右一为马哈迪的夫人茜蒂哈斯玛

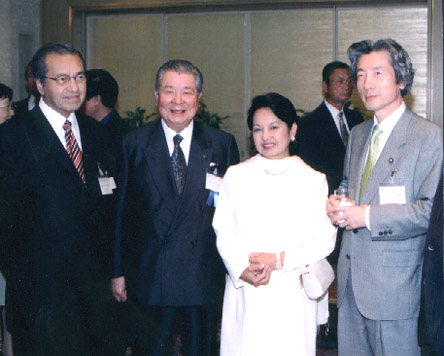
2002年5月21日阿罗约（右二）在东京新大谷饭店会见马来西亚首相马哈迪·莫哈末（左一）和日本首相小泉纯一郎（右一）

阿罗约在2001年1月20日第二次人民力量革命中接替约瑟夫·埃斯特拉达的总统职务。當時因為艾斯特拉達被控貪污，阿羅約被游說接任總統；後經菲律賓最高法院一致认同她接任為新總統。上任后，阿罗约希望进一步加强与领国马来西亚的贸易、投资和安全联系。2月16日，阿罗约与马来西亚艾滋病委员会主席玛丽娜·马哈迪就亚洲女性在现代世界中日益重要的角色课题交换意见。3月7日，阿罗约派遣特使前往马来西亚以重振两国之间曾在前总统埃斯特拉达任内变差的外交关系。
2004年，阿罗约連任成功，擔任六年單一任期當選的總統任期。
2005年中，她因為丈夫干涉政府人事、親戚接受「花檔」賄賂以及其本人在總統大選中，致電選舉委員會官員表達關切而遭前國家情報局長揭發等原因，引起菲律賓人民上街抗議。爾後由於危機處理手段明快，得以保住職務。
2006年2月24日，她签署1017号令，宣布菲律宾进入紧急状态，以应对不断出现的军事政变阴谋和声势浩大的反政府游行。3月3日，阿罗约对全国发表电视讲话，宣布解除一周前实施的全国紧急状态。
2009年，菲律宾民众反对阿罗约谋求连任，或者修改宪法，在总统任期结束后，担任有实权的总理。同年7月27日，阿罗约在菲律宾国会发表年度国情咨文时表示，自己从未表示过要延长总统任期。2010年6月30日，她正式卸下擔任近十年的總統職務，但同年她成功當選國會眾議員，繼續延續政治生命。
卸任後，於2011年11月18日，阿罗约被警方指控在大选中作弊并被逮捕。
2018年，成為眾議院議長。